# Rhianodes atratus
Rhianodes atratus – gatunek pająka z infrarzędu ptaszników i rodziny Barychelidae, jedyny z monotypowego rodzaju Rhianodes.

## Taksonomia
Gatunek ten opisany został po raz pierwszy w 1890 roku przez Tamerlana Thorella pod nazwą Rhianus atratus. Jako miejsce typowe wskazano wyspę Penang w Malezji. Nazwa rodzajowa Rhianus utworzona w tej samej publikacji przez Thorella okazała się być jednak młodszym homonimem nazwy użytej dla rodzaju chrząszczy. W związku z tym w 1985 roku nowa nazwa rodzajowa Rhianodes wprowadzona została przez Roberta Ravena.

## Morfologia
Samce osiągają około 14 mm, a samice około 23 mm długości ciała.
Karapaks jest zaokrąglony, u samca błyszcząco pomarańczowobrązowy ze srebrzystym owłosieniem, u samicy ciemnopomarańczowobrązowy z owłosieniem brązowym, u obu płci porośnięty ponadto czarnymi szczecinkami. Ośmioro oczu umieszczonych jest na wyraźnie wyniesionym wspólnym wzgórku w trzech rzędach. Jamki karapaksu są krótkie, szerokie, u samca proste, u samicy zaś odchylone. Brak jest nadustka. Szczękoczułki samca są pomarańczowobrązowe, samicy zaś znacznie ciemniejsze, u obu płci pozbawione obrączkowania. Przednia krawędź ich bruzdy ma u samicy 12 zębów, a u samca 8 zębów dużych i 2 mniejsze. Brak jest rastellum, natomiast nad nasadami pazurów jadowych występuje szereg krótkich, grubych, gęsto rozmieszczonych szczecinek. Szczęki mają w kątach wewnętrznych od 10 do 20 kuspuli. Warga dolna jest szersza niż dłuższa, zaopatrzona w nieliczne kuspule. Wyraźnie dłuższe niż szerokie sternum ma trzy pary zaokrąglonych, położonych brzeżnie miejsc przyczepu mięśni (sigilae). Odnóża samca są pomarańczowobrązowe, samicy zaś znacznie ciemniejsze, u obu płci pozbawione obrączkowania.
Opistosoma (odwłok) samca jest z wierzchu brązowa z lekkim białym, robaczkowatym siateczkowaniem, zaś od spodu jasna z brązowymi rejonami pośrodku i przed kądziołkami. U samicy wierzch opistosomy jest brązowy z białym nakrapianiem, spód zaś brązowy z białym marmurkowaniem pośrodku. Występują dwie pary kądziołków przędnych – tylno-środkowa i tylno-boczna, z których ta pierwsza jest dobrze rozwinięta i osiąga do 0,4 długości tej drugiej. Genitalia samicy mają dwie spermateki o formie dużych, wyniesionych płatów.
Nogogłaszczki samca mają cymbium o płacie retrolateralnym dłuższym, znacznie większym i zaokrąglonym na szczycie, płacie prolateralnym zaś krótszym, mniejszym i na wierzchołku ściętym. Przeciętnie duży bulbus ma szeroko osadzony embolus o wierzchołku w kształcie szerokiego ostrza. Nogogłaszczki samicy pozbawione są przypazurkowych kępek włosków, co odróżnia je od rodzaju Nihoa.

## Rozprzestrzenienie
Gatunek orientalny, znany z Malezji, Singapuru i Filipin.